# Monti Vindhya
I monti Vindhya sono una catena montuosa delle regioni centrali dell'India che geograficamente separa il subcontinente indiano tra India settentrionale e India meridionale, a nord la pianura Indo-Gangetica, a sud l'Altopiano del Deccan.

## Descrizione
La catena dei monti Vindhya si estende per circa 1000 km in direzione ovest-est, dall'estremo est dello stato del Gujarat al sud-est dell'Uttar Pradesh. La maggior parte di esso attraversa il Madhya Pradesh, parallelamente alle montagne Satpura a sud del fiume Narmada. Alcuni considerano ancora le montagne come parte dell'Altopiano del Deccan, altri ne tracciano confini distinti. Il versante meridionale della valle attraversato dal fiume Narmada è molto ripido, mentre le montagne Vindhya degradano più dolcemente verso nord.
L'altopiano di Vindhya si trova a nord della sezione centrale dei monti Vindhya. Le due città più grandi del Madhya Pradesh, Indore e la capitale Bhopal, sono situate lì; verso nord, l'area diventa molto più pianeggiante e si fonde gradualmente con le pianure dello Yamuna o del Gange - qui si trovano città come Gwalior, Morena o Jhansi. Ai piedi dei monti Vindhya, nel nord-est, si trovano le regioni storiche di Bundelkhand e Baghelkhand, con città come Mahoba e Satna.

## Geografia
I monti Vindhya, piuttosto ricchi di foreste e di precipitazioni (circa 900-1200 mm/anno) per gli standard dell'India centrale, raggiungono la sua altitudine massima di circa 850 m a sud-ovest di Indore o a nord-est di Mandu; la maggior parte delle città e dei villaggi si trova ad un'altitudine compresa tra i 200 e i 400 metri. I fiumi più grandi della catena del Vindhya (Chambal, Betwa, Ken, ecc.) drenano principalmente a nord e a nord-ovest e alla fine confluiscono nello Yamuna, che a sua volta sfocia nel Gange a Prayagraj; sul lato sud della catena il Narmada raccoglie numerosi piccoli affluenti e a sud-ovest sorge solo il Mahi, che sfocia nel Mar Arabico nello Stato del Gujarat.

## Cultura
Le pitture rupestri, le più antiche testimonianze della cultura umana in India, si trovano nell'attuale Madhya Pradesh a Bhimbetka o a nord di Bhanpura. Nella parte settentrionale delle montagne, pianeggiante e fertile, sono stati costruiti gli stupa buddisti di Sanchi, Bharhut e altri, nonché i templi rupestri di Udayagiri o il singolare pilastro di Eliodoro. Nel periodo Gupta, cioè tra il 400 e il 600 d.C. circa, furono costruiti i primi templi indù costruttivi in India; il Medioevo produsse i grandi templi di Gyaraspur, Badoh o Khajuraho. In seguito furono costruiti i castelli e i palazzi di Gwalior, Orchha e Mandu.